# Prawo pożądania (film)
Prawo pożądania (hiszp. La ley del deseo) – hiszpański melodramat z 1987 roku w reżyserii Pedra Almodóvara, opowiadający o homoseksualnym reżyserze Pablo i jego transpłciowej siostrze, którzy nawiązują romans z tym samym mężczyzną. Zdjęcia kręcono w Madrycie i w Andaluzji (Jerez de la Frontera, Conil de la Frontera, przylądek Trafalgar).

## Fabuła
Artysta Pablo Quintero wikła się w romans z przystojnym dwudziestolatkiem, Antoniem Benítezem. Zaangażowanie w związek Antonia jest wielokrotnie wyższe niż Pabla i z czasem relacja między mężczyznami przestaje być zdrowa, a Antonio ukazuje swoje niebezpieczne oblicze.  W rzeczywistości artysta jest zakochany w Juanie, żonatym mężczyźnie, którego kocha, ale nie pożąda.
Pablo jest bratem Tiny, transseksualistki, która wychowuje dziesięcioletnią dziewczynkę, Adę, córkę swojej byłej partnerki.  
Reżyser otrzymuje oschłą wiadomość od swojego kochanka Juana. Postanawia sam napisać sobie list, który chciałby otrzymać od ukochanego i prosi go tylko o podpisanie wiadomości. Podczas spotkania towarzyskiego spotyka Antonia, z którym spędza noc w swoim domu. Młody kochanek nie traktuje wspólnej nocy jako jednorazową przygodę. Zaczyna być w stosunku do Pabla bardzo władczy i chorobliwie zazdrosny. Przypadkowo natrafia na list napisany przez Juana, czuje się oszukany i wykorzystany. Gdy musi wyjechać do swojej rodzinnej wioski, prosi kochanka o wysyłanie mu listów i podpisywanie się na nich imieniem kobiety, tak aby jego matka nie zorientowała się, że jej syn ma odmienną orientację seksualną.
Tymczasem Pablo prosi swoją siostrę o przyjęcie roli w jego nowym filmie. Tina jest bardzo szczęśliwa i wdzięczna swojemu bratu, że może triumfować jako aktorka. Zaraz po występie  rodzeństwo wspólnie z pasierbicą Tiny wychodzi świętować sukces. Pablo mówi swojej siostrze, że chce napisać kolejny scenariusz do filmu opierając się na jej życiu, na co kobieta reaguje złością i nie pozwala bratu na wykorzystywanie swoich przeżyć.
Antonio dzwoni do swojego kochanka i prosi żeby odwiedził go w rodzinnym mieście. Pablo nie chce oszukiwać Antonia i mówi mu, że nadal jest zakochany w Juanie i to jemu zamierza złożyć wizytę. Słysząc to, zazdrosny i impulsywny młodzieniec w chwili złości postanawia pojechać do baru, w którym pracuje Juan i rozkazuje mężczyźnie zostawić Pabla w spokoju. Gdy ten odmawia, mężczyźni wdają się w bójkę i Juan zostaje wrzucony przez Antonia do morza.
Gdy reżyser dowiaduje się o śmierci swojego ukochanego, składa wizytę Antoniowi oskarżając go o morderstwo, czemu mężczyzna stanowczo zaprzecza. Niedługo później Pablo ulega wypadkowi samochodowemu i w konsekwencji traci pamięć.
Policja prowadzi dochodzenie w sprawie śmierci Juana. Pablo, który przebywa w tym czasie w szpitalu, jest jednym z głównych podejrzanych. Tina chcąc zataić romans brata i ewentualne ślady zbrodni, udaje się do jego domu, ale gdy przyjeżdża na miejsce, w domu czeka już policja, która znajduje listy wysłane do Antonia przez Laurę P. (Pabla).
Tina chcąc pomóc bratu w odzyskaniu pamięci, przypomina mu ich wspólne dzieciństwo. Z je relacji dowiadujemy się, że rodzeństwo pochodzi z rozbitej rodziny. Rodzice chłopców rozstali się po tym, jak matka odkryła, że Tino ma romans ze swoim ojcem. Pablo został z matką, a jego brat wyjechał z ojcem do Maroka. Aby zadowolić swojego ojca, zmieniła dla niego płeć i przybrał imię Tina, ale to nie powstrzymało ojca od odejścia do innej kobiety. Od tej pory transseksualistka zamknęła się na relacje z mężczyznami. Rodzeństwo długo nie miało ze sobą kontaktu, spotkali się na pogrzebie matki i od tego momentu zostali najlepszymi przyjaciółmi.
Tymczasem Tina poznaje mężczyznę, któremu udaje się zyskać jej zaufanie. Okazuje się, że nowym kochankiem kobiety jest Antonio. Gdy Pablo dowiaduje się o tym, jest przerażony i wspólnie z policją udaje się pod dom siostry i prosi, aby para zeszła na dół. Antonio pozwala Tinie opuścić dom pod warunkiem, że Pablo przyjdzie do mieszkania. Mężczyźni uprawiają seks, po czym Antonio popełnia samobójstwo.

## Historia powstania filmu
Prawo pożądania to pierwszy film realizowany przez wytwórnię El Deseo, spółkę, którą Pedro Almodóvar założył wspólnie ze swoim bratem Augustínem. Autor przyznaje, że Prawo pożądania jest kluczowym filmem w jego karierze, ponieważ aby go zrealizować, zwrócił się do banku z prośbą o pożyczkę. Gdyby produkcja nie odniosła sukcesu, kariera reżysera skończyłaby się totalnym bankructwem.

## Krytyka
Prawo pożądania zostało przez krytyków odebrane lepiej niż wcześniejsze filmy Pedra Almodóvara.
Ernesto Prado, krytyk filmowy, napisał: „Nigdy nie byłem przekonany do Almodóvara… Uważam, że jest zbyt przesadny, nierealny… Jakby żył w innym świecie… Ku mojemu zaskoczeniu, [w Prawie pożądania] artysta osiągnął to, co na początku wydawało się niemożliwe, stworzył więcej niż akceptowalny film". W Cinco días, Antono Gutti skrytykował nacisk filmu na homoseksualizm. Angél Santos w gazecie „El País” uznał, że film zawierał zbyt wiele incydentów i zdarzeń. Krytyk „el Periódico”, Jorge de Cominges, uznał, że film odniósł sukces dzięki zestawieniu różnych elementów w tak dzikiej opowieści. Autor w zaskakujący i błyskotliwy sposób stworzył postacie takie jak detektyw policyjny i jego syn, i zmienił Carmen Maurę w najbardziej zmysłową kobietę jaką można sobie wyobrazić. Scena, w której Carmen Maura jest polewana wodą z węża służącego do zraszania ulic, zyskała status ikony; Susan Sontag porównała ją nawet do słynnej sceny, w której powiew powietrza unosi sukienkę Marilyn Monroe.
Tematyka filmu - homoseksualizm, transseksualizm, kazirodztwo - wzbudziła wiele kontrowersji; w opinii Agustina Almodóvara, trzydzieści lat później wywołałby równy, a może nawet większy skandal. Pomimo krytyk i sprzecznych opinii, a może także dzięki nim, Prawo pożądania odniosło kasowy sukces: film obejrzało około 780.000 widzów, co ugruntowało pozycję wytwórni El Deseo.

## Obsada
- Eusebio Poncela − Pablo Quintero
- Carmen Maura − Tina Quintero
- Antonio Banderas − Antonio Benítez
- Miguel Molina − Juan Bermúdez
- Manuela Velasco − Ada, córka Tiny
- Nacho Martínez − doktor Martín
- Bibí Andersen − Ada, matka Antonia
- Rossy de Palma − spikerka w telewizji
- Pedro Almodóvar − sprzedawca (niewymieniony w czołówce)
- Victoria Abril − dziewczyna z Juanem (niewymieniona w czołówce)

## Nagrody
- Zobacz pełną listę nagród i nominacji przyznanych filmowi w bazie Internet Movie Database (IMDb) – lista nagród w bazie IMDb (ang.)